# Francisco Bullrich
Francisco Jorge Bullrich Lezica Alvear (Buenos Aires, 16 settembre 1929 – Buenos Aires, 10 agosto 2011) è stato un architetto e pittore argentino.
Ha scritto libri di teoria dell'architettura come: "Nuove direzioni nell'architettura latinoamericana", 1969 e "Architettura latinoamericana 1930-1970", 1969.
Ha collaborato con Clorindo Testa alla costruzione di edifici come la Biblioteca Nacional della República Argentina.